# الیویه، الیویه
اُلیویه، اُلیویه (فرانسوی: Olivier, Olivier‎) یک فیلم درام به کارگردانی آگنیشکا هولاند است که در سال ۱۹۹۳ منتشر شد.
از بازیگران این فیلم می‌توان به فرانسوا کلوزه، بریجیت روآن و گرگوار کولین اشاره کرد.
این فیلم در چهل و نهمین دورهٔ جشنواره فیلم ونیز اکران شد و برندهٔ جایزه‌ای در جشنواره بین‌المللی فیلم وایادولید گشت.